# Bearbeitungsgebühr
Bearbeitungsgebühr ist eine von Unternehmen oder Behörden berechnete Gebühr, die für die mit Aufträgen oder die Erbringung von Dienstleistungen anfallenden Verwaltungskosten erhoben wird.

## Arten
Man unterscheidet zwei Arten von Bearbeitungsgebühren:
- Kraft Gesetz: Bearbeitungsgebühren können von gebührenpflichtigen Amtshandlungen ausgelöst werden. Derartige Bearbeitungsgebühren können von Behörden nicht ohne Rechtsgrund erhoben werden, sondern müssen durch Gesetz oder Rechtsverordnung geregelt sein. So ist etwa nach § 69 Abs. 5 Aufenthaltsgesetz vorgesehen, dass für die Beantragung gebührenpflichtiger Amtshandlungen eine Bearbeitungsgebühr erhoben wird. In § 49 Abs. 1 Aufenthaltsverordnung ist die Erhebung einer Bearbeitungsgebühr für die Bearbeitung eines Antrags auf Erteilung einer Niederlassungserlaubnis zum Daueraufenthalt-EG geregelt. Die Bearbeitungsgebühr für einen Staatsangehörigkeitsausweis beträgt gemäß § 38 Abs. 2 Nr. 4 Staatsangehörigkeits-Gesetz (StAG) 51 Euro. Verbindliche Auskünfte sind gemäß § 89 Abs. 3 bis 5 Abgabenordnung gebührenpflichtig.
- Durch Vertrag von Unternehmen vereinbarte Bearbeitungsgebühren sind meist durch Allgemeine Geschäftsbedingungen (AGB) geregelt. Diese stehen wegen des Verbraucherschutzes im Fokus der Rechtsprechung, insbesondere bei Bankgebühren. Die Bearbeitungsgebühr für Konsumkredite wurde von Kreditinstituten bis Oktober 2014 für die Kreditbearbeitung erhoben. Dazu hatte der BGH im Mai und Oktober 2014 entschieden, dass die von vielen Banken verlangte Bearbeitungsgebühr für Privatkredite unzulässig ist, weil die Vereinbarung von Bearbeitungsentgelten für Verbraucherkreditverträge in Allgemeinen Geschäftsbedingungen gemäß § 307 Abs. 1 Satz 1, Abs. 2 Nr. 1 BGB unwirksam ist.[1] Dazu zählen insbesondere Raten- und Autokredite sowie Darlehen zur Immobilienfinanzierung.[2] Da diese Bearbeitungsgebühren nicht laufzeitabhängig sind, gelten sie nicht als Zins im Rechtssinne. Seitdem dürfen Bearbeitungsgebühren für Verbraucherkredite nicht mehr verlangt werden. Auch sonstige Bearbeitungsgebühren im Rahmen von Bankleistungen, bei denen Kreditinstitute einer gesetzlichen Verpflichtung nachkommen, dürfen nicht erhoben werden. Hierzu gehört etwa die Gebühr für die Ausstellung einer Löschungsbewilligung.[3] Das Gleiche gilt für sog. Wertermittlungsgebühren.[4]

## Bearbeitungsgebühren bei Kreditinstituten
Eine wichtige Rolle spielen die von Kreditinstituten berechneten Bearbeitungsgebühren. Bearbeitungsentgelte in banküblicher Höhe von zuletzt bis zu 2 % waren in der älteren Rechtsprechung des BGH – ohne nähere Begründung – unbeanstandet geblieben, so bereits im Juni 1979. Derartige Bearbeitungsgebühren stellen rechtlich eine kontrollfähige Preisnebenabrede dar. Im Darlehensrecht war allgemein anerkannt, dass das Bearbeitungsentgelt eine einmalige, pauschale Vergütung darstellt (Darlehensgebühr), die der Abgeltung des Verwaltungsaufwandes der darlehensgebenden Bank bei der Kreditbearbeitung und -auszahlung diente. Das Bearbeitungsentgelt sollte insbesondere den vorvertraglichen Aufwand abgelten, der im Zusammenhang mit der Prüfung der Kreditwürdigkeit des Verbrauchers und der Vertragsvorbereitung, so etwa für die Führung der Kundengespräche, die Erfassung der Kundenwünsche und Kundendaten anfällt. Darüber hinaus decken Bearbeitungsgebühren die Kosten, die für die Ausfertigung und Prüfung des Vertrages, die Beschaffung und Auszahlung der Darlehensvaluta sowie möglicherweise auch für nach Vertragsschluss erforderliche weitergehende Abwicklungs-, Prüfungs- und Überwachungstätigkeiten anfallen.
Der Bundesgerichtshof hat 2014 zuerst für Verbraucherkreditverträge die formularmäßige Vereinbarung für unzulässig erklärt, bevor er 2017 diese Rechtsprechung ausdrücklich auf auch Unternehmerkredite ausdehnte. Dies hat dazu geführt, dass seitdem Banken vereinzelt in ihren AGB „einmalige laufzeitunabhängige Individualbeiträge“ verlangen, was von dem Grundsatz abweicht, dass bei Krediten das Entgelt laufzeitabhängig in Form des Kreditzinses ausgestaltet sein soll. Eine Bearbeitungsentgeltklausel ist in einem Darlehensvertrag auch dann vorformuliert, wenn der Klauselverwender beim Abschluss von Darlehensverträgen regelmäßig ein Bearbeitungsentgelt in Höhe festgelegter Prozentsätze verlangt oder er das Entgelt anhand der Daten des individuellen Darlehensvertrages nach bestimmten Vorgaben errechnet und es sodann in den Vertrag einbezogen wird.

## Gültigkeit von Bearbeitungsgebühren
Auf der Grundlage der verbraucherfreundlichen Urteile des BGH, die zu zahlreichen Rückerstattungsansprüchen der Kunden über die Bearbeitungsgebühr führten, verzichten die Kreditinstitute seither regelmäßig auf die Erhebung einer Bearbeitungsgebühr. Die Urteile beziehen sich auf Bearbeitungsgebühren, die standardisiert in den AGB vorgesehen sind – unabhängig von ihrer Bezeichnung. Individuell mit Bankkunden vereinbarte Gebühren sind jedoch weiterhin zulässig. Der BGH hat die beim Abschluss von Bausparverträgen erhobenen Abschlussgebühren im Dezember 2010 ausdrücklich gebilligt.